# Nereusz i Achilles
Nereusz i Achilles  (zm. ok. 258 lub 304) – męczennicy chrześcijańscy i święci katoliccy.

## Życie
Według papieża Damazego (zm. 384), Nereusz i Achilles byli żołnierzami rzymskimi, biorącymi udział w egzekucjach chrześcijan. Widząc odwagę wyznawców Jezusa Chrystusa, obaj żołnierze nawrócili się, przyjęli chrzest i  porzucili służbę wojskową. Zostali umęczeni za wiarę i pochowani na cmentarzu przy Via Ardeatina ok. 304 podczas prześladowania chrześcijan przez Dioklecjana. Najstarszym znanym wizerunkiem ich męczeństwa jest uszkodzona płaskorzeźba (nagrobna).
Męczeństwo jest również prawdopodobne ok. 258 roku w czasach panowania Waleriana.
Późniejsza literatura hagiograficzna z V lub VI wieku, umiejscawia ich w I–II wieku podając, że byli uczniami św. Piotra, eunuchami i dworzanami Flawii Domitylli. Cała trójka miała zostać zesłana najpierw na wyspę Pantelleria, a następnie na Ponzę (Wyspy Poncjańskie), gdzie zostali straceni przez ścięcie i pogrzebani w Terracinie.

## Kult
Kult świętych potwierdzony jest od V wieku. Prawdopodobnie przed rokiem 450 nad grobem męczenników wybudowano kaplicę ku ich czci, a za papieża Damazego I poświęconą im bazylikę. I Jej rekonstrukcja z XIX w. znajduje się obecnie w katakumbach św. Domitylli (gdzie spoczywają szczątki świętej) i tu w kościele ich imienia (bazylika cmentarna) znajdują się relikwie obu żołnierzy. Wcześniej, w 1587, papież Sykstus V (zm. 1590) przeniósł szczątki obu męczenników do kościoła św. Adriana na Forum Romanum, skąd kardynał Baroniusz (zm. 1607) przeniósł je do obecnego miejsca w Rzymie przy Via delle Sette Chiese.
Wspomnienie liturgiczne świętych Nereusza i Achillesa, a także Domitylli, w Kościele katolickim obchodzone jest 12 maja.  
W ikonografii Achilles i Nereusz przedstawiani są w stroju żołnierza rzymskiego z atrybutami w postaci kajdanów nawiązujących do ich uwięzienia oraz miecza i palmy męczeństwa nawiązujących do ich męczeńskiej śmierci przez ścięcie mieczem.

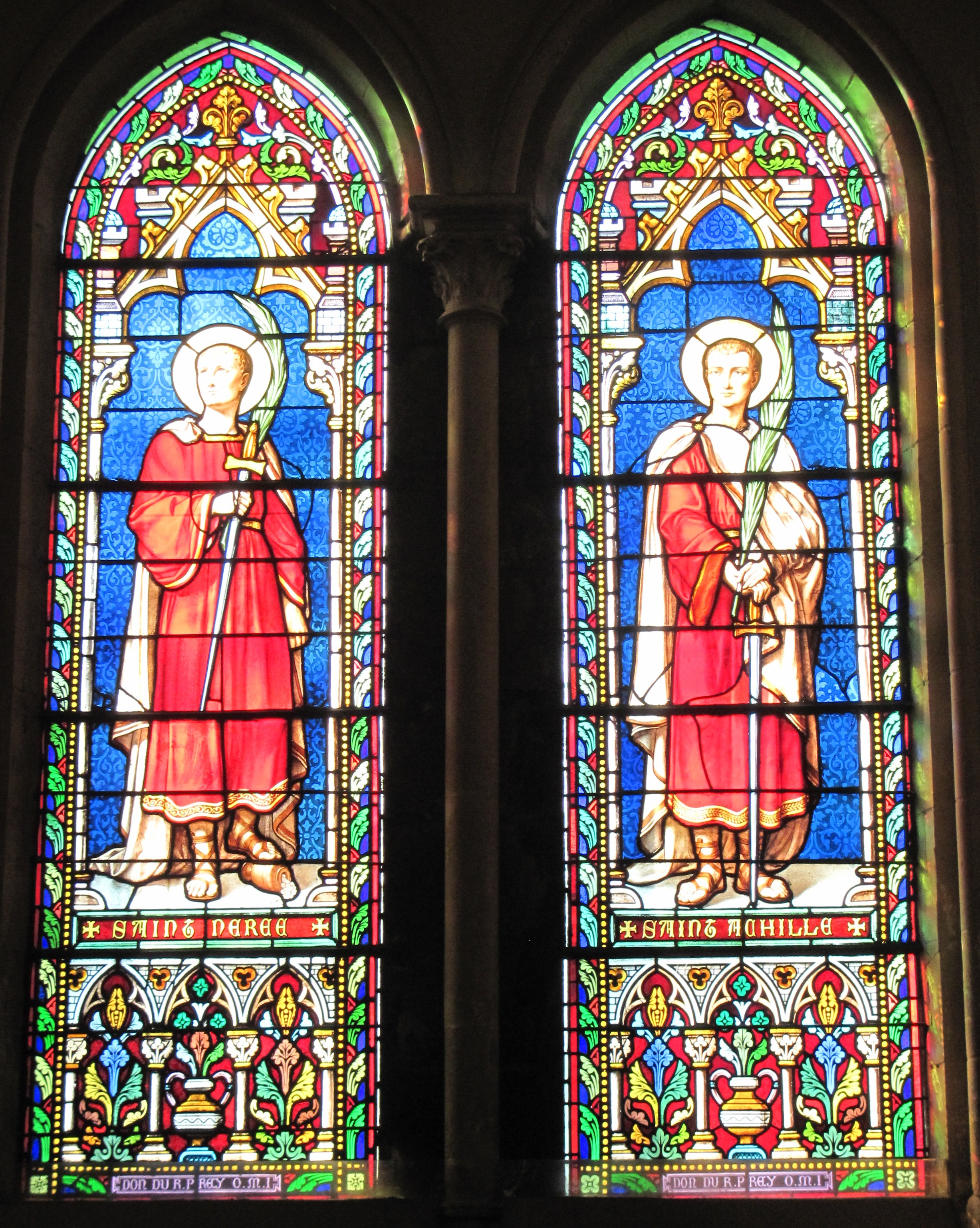